# Niepoględzie
Niepoględzie (deutsch Nippoglense) ist ein Dorf im Powiat Słupski (Kreis Stolp) der polnischen Woiwodschaft Pommern.

## Geographische Lage und Verkehrsanbindung
Niepoględzie liegt in Hinterpommern, an der Ostseite des Urstromtals der Stolpe, etwa 30 Kilometer südöstlich der Stadt Słupsk (Stolp) und 36 Kilometer südwestlich der Stadt Lębork (Lauenburg i. Pom.). In einem Kilometer bzw. zwei Kilometern Entfernung südlich des Dorfs befinden sich der Nipper See und der Glambock-See. Letzterer See erstreckt sich in Südost-Nordwest-Richtung über eine Länge von etwa drei Kilometern. Durch den Ort verläuft die Landstraße, die Słupsk (Stolp) und die Kleinstadt Bytów (Bütow) miteinander verbindet.

## Geschichte
Das ehemalige Rittergut Nippoglense war in älterer Zeit ein Lehen der Familie Zitzewitz, die in der Region von Stolp begütert war. Es befand sich im Zeitraum 1432–1565 im Besitz dieser Familie und war ihr ältestes Lehen. In einer Urkunde von 1527 wird Ewald von Zitzewitz auf Nippoglense genannt, der mit Hedwig von Stojentin verheiratet war. Dann heirateten die Krockows ein und saßen hier bis 1646. Um 1637 gehörte das Gut dem Geheimrat und Hofgerichts-Direktor Matthias von Krockow. Danach befand sich Nippoglense sieben Jahre lang im Besitz von Georg von Puttkamer. Er kam ca. 1653 gemeinsam mit sechs seiner Kinder während eines Schiffsunglücks auf einer Seereise von Schweden nach Pommern ums Leben. Seine Frau, die das Schiffsunglück überlebt hatte, heiratete später den schwedischen Hauptmann Simon von Pirch, der das Unglück ebenfalls überlebt hatte. 1699 wurde Pirch vom Kurfürsten mit Nippoglense belehnt. Danach erbte Pirchs Sohn das Gut.

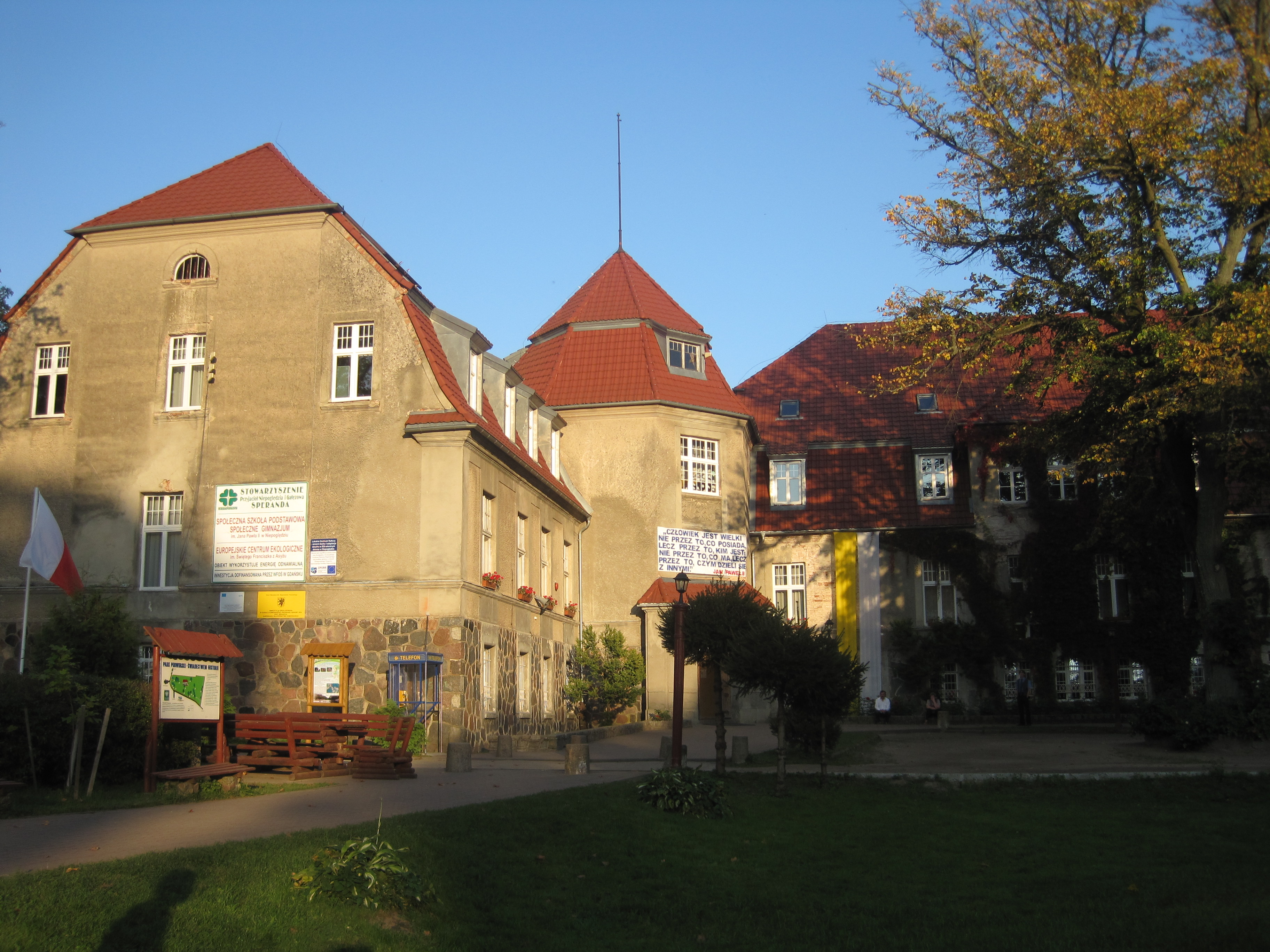
Gutshaus Nippoglense

1773 kam Nippoglense durch Vertrag an die Familie Zitzewitz zurück. Um 1784 gab es in Nippoglense ein Vorwerk, eine Kalkbrennerei, fünf Vollbauern, sechs Halbbauern, eine Schmiede, einen Schulmeister, auf der Feldmark des Dorfs eine Wassermühle, die Vorwerke Plansen und Grünhof, die Holzwärtereien Jandrok, Sorocken und Mikniten und insgesamt 26 Haushaltungen. 1833 erbte Adolph von Zitzewitz die Güter Nippoglense und Gallensow. Er ließ in Nippoglense das Schloss, dessen Gebäudeteile zum Teil noch aus dem Mittelalter stammten, ausbauen und verwaltete seine Gutsbetriebe von dort aus. Er war Ritter des Johanniterordens. 1864 wurde das Herrenhaus durch einen Anbau mit sechseckigem hallenartigen Verbindungsturm erweitert. Nachdem seine Ehe mit Mathilde von Sprenger kinderlos geblieben war, setzte er seine Neffen und Nichten aus der Familie Puttkamer als Erben ein. Da Nippoglense das älteste Lehen der Familie Zitzewitz gewesen war, soll es späteren Generationen der Familie nicht leichtgefallen sein, den Verlust dieses Guts vollends zu verschmerzen.
Nippoglense und Gallensow erhielt 1882 der Neffe Jesco von Puttkamer, der jüngste Sohn von Eugen von Puttkamer auf Plauth. Jesco von Puttkamer brachte es im Staatsdienst bis zum Regierungspräsidenten von Frankfurt (Oder) und war Mitglied des Preußischen Herrenhauses. Nach dem Tod des Vaters 1918 gingen beide Güter an den Sohn Otto über. Otto von Puttkamer hinterließ die beiden Güter 1927 seinem Sohn Jesco. Im Jahr 1938 hatte das Rittergut eine Größe von 835 Hektar, wovon 225 Hektar Ackerland waren. Außer dem Gutsbetrieb gab es in der Dorfgemeinde insgesamt 42 bäuerliche Betriebe. Während der Zeit des Nationalsozialismus hielt Jesco von Puttkamer Kontakt zu Widerstandsgruppen und wurde nach dem Attentat vom 20. Juli 1944 verhaftet. Zwei Tage vor dem Einmarsch der Roten Armee gelang es ihm in Berlin, aus dem Zellengefängnis Lehrter Straße zu entkommen. Er beging 1947 Selbstmord.
Bis zum Ende des Zweiten Weltkriegs bildete Nippoglense eine Landgemeinde im Landkreis Stolp der preußischen Provinz Pommern. Die Gemeindefläche betrug 2398 Hektar. In der Gemeinde bestanden neben Nippoglense die acht Wohnplätze Ansiedlung, Forsthaus Sotocken, Grünhof, Jantrockkaten, Katschenhof, Plansen, Staudammgehöft und Zerowe. Im Jahre 1929 standen in der Gemeinde Nippoglense 49 Wohngebäude. Im Jahre 1939 wurden 83 Haushaltungen und 361 Einwohner gezählt.
Gegen Ende des Zweiten Weltkriegs erhielten die Dorfbewohner von Nippoglense am 6. März 1945 beim Heranrücken der Roten Armee einen Räumungsbefehl für den darauffolgenden Morgen 8 Uhr, der befolgt wurde. Der Treck zog über Wundichow, Schwarz-Damerkow und Lauenburg, zersplitterte sich jedoch. Einem Teil gelang die Flucht über Danzig und Gotenhafen per Schiff. Viele verblieben im Kreis Stolp oder wurden in Lauenburg oder Westpreußen von sowjetischen Truppen überrollt und kehrten später zurück.
Nachdem das Dorf nach Kriegsende zusammen mit ganz Hinterpommern unter polnische Verwaltung gestellt worden war, wurde der Ort in Niepoględzie umbenannt. Die Dorfbewohner wurden in der Folgezeit vertrieben und durch zuwandernde Polen ersetzt.
Später wurden in der BRD 150 und in der DDR 125 Dorfbewohner aus Nippoglense ermittelt.
Das Dorf hat heute etwa 370 Einwohner.

## Persönlichkeiten, die mit dem Ort verbunden sind
- Dubislav Nikolaus von Pirch (1693–1768), kurfürstlich sächsischer Generalleutnant, verbrachte hier seine letzten Lebensjahre
- Jesco von Puttkamer (1841–1918), preußischer Verwaltungsjurist und konservativer deutscher Politiker, Gutsbesitzer, verstarb hier